# Rakousko na Letních olympijských hrách 2016
Rakousko se účastnilo Letní olympiády 2016.

## Medailisté
| Medaile | Jméno                    | Sport    | Soutěž       |
| ------- | ------------------------ | -------- | ------------ |
| Bronz   | Thomas Zajac Tanja Frank | Jachting | Mix Nacra 17 |